# Al Green (político)
Alexander N. Green é um advogado e político dos Estados Unidos atualmente representando o estado do Texas no Congresso.